# Magistrale Amour-Iakoutie
La Magistrale Amour-Iakoutie (en russe : Амуро-Якутская магистраль, Amouro-Iakoutskaïa Maguistral ; en abrégé AIAM, АЯМ) est une ligne de chemin de fer située en Sibérie, Russie qui relie la ligne du Transsibérien et celle de la Magistrale Baïkal-Amour au sud de la République de Sakha. L'appellation AIAM n'est pas officielle mais est celle utilisée par les représentants officiels du chemin de fer russe ; il n'existe aucun organisme ferroviaire public ou privé portant ce nom.

## Construction
Non électrifiée, la ligne  est en grande partie à voie unique. On ne trouve une section à deux voies que sur le tronçon commun avec le BAM Tynda-Bestouchevo.
La construction et l'exploitation sont confrontées aux difficultés propres à de nombreux endroits de Sibérie : présence du pergélisol, énormes écarts de température entre l'hiver (jusqu'à −50 °C) et l'été (30 °C), le tout compliqué par des conditions topographiques complexes en particulier sur le plateau de l'Aldan.
| Gare           | Section- kilomètre | Remarques |
| -------------- | ------------------ | --- |
| Bamovskaïa     | 0                  | Début du petit BAM, débranchement du Transsibérien (km 7273)                                                        |
| Tynda          | 179                | Deuxième ville par la taille du AÏAM, capitale du BAM, correspondance avec la ligne du BAM (km 2349 depuis Taïchet) |
| Nerioungri     | 408                | Ville la plus importante du AÏAM, centre minier, production d'énergie (centrale thermique).                         |
| Tchoulman      | 430                | Également ville minière proche de Nerioungri; centrale thermique                                                    |
| Aldan          | 686                | Centre minier (or, minerai de fer) sur le plateau de l'Aldan                                                        |
| Tommot         | 767                | Ville, autrefois terminus officiel de la ligne. Terminus pour le trafic de passagers.                               |
| Amga           | 869                | Terminus provisoire. Trafic de marchandises                                                                         |
| Kharbykhan     | 932                | Lieu atteint par les rails en 2006                                                                                  |
| Nijni Bestiakh | 1213               | Lieu atteint par les rails en 2012                                                                                  |

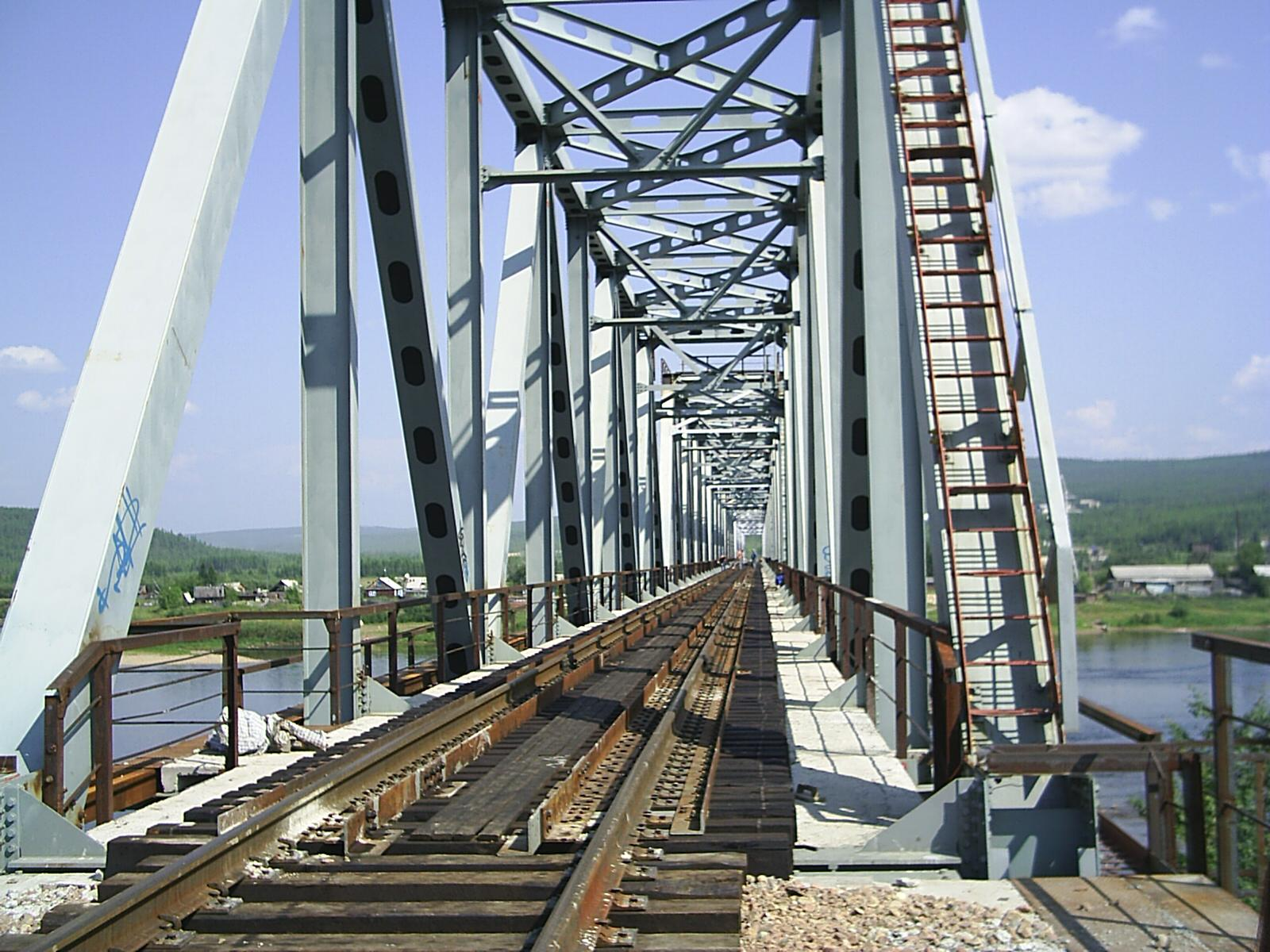
Pont sur l'Aldan près de Tommot.

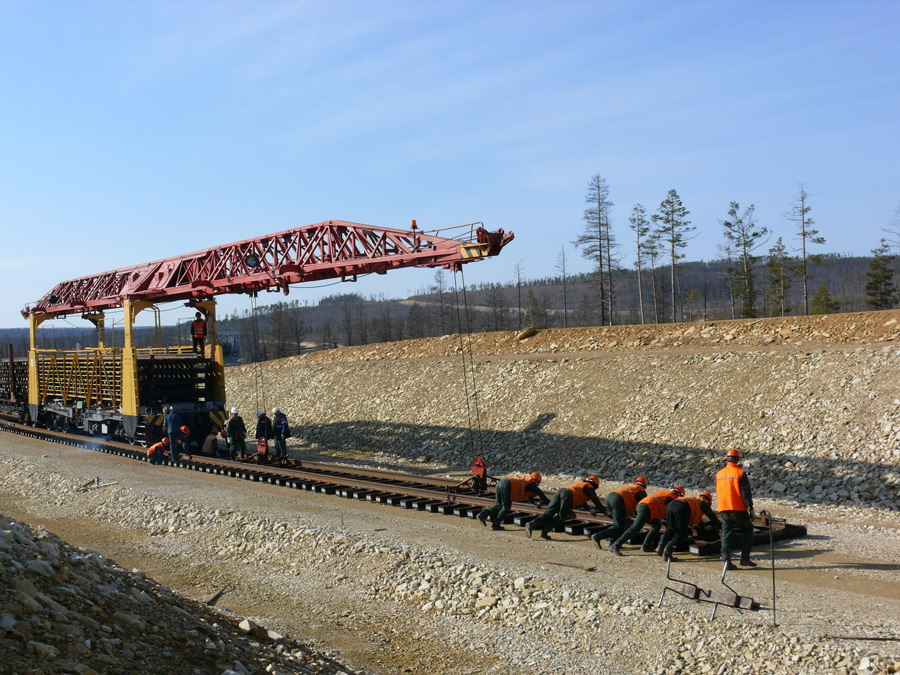
Pose de la voie près de Tommot.

En 2009, la construction de la ligne a repris avec une extension à la ligne principale vers la ville de Iakoutsk. L'extension de cette ligne secondaire est terminée et a été prolongée jusqu'au port.
La ligne principale a été prolongée jusqu’à Nijni Bestiakh. Il a été annoncé une extension jusqu’à Moma . Une extension de Moma vers Magadan est en cours,,.

## Historique
L'histoire de la magistrale démarre dans les années 1930, lorsqu'est construite l'antenne Bamovskaïa-Tynda (à l'époque Tyndiski) dans le cadre de la future construction du BAM. Cette section est mise en service en 1935 mais est démontée en 1941/1942 lorsque, à la suite du déclenchement de la guerre, la construction du BAM est repoussée et les rails démontés pour être réutilisés dans la construction d'une ligne proche du front (la rocade de la Volga).
En 1972, bien avant que le chantier du BAM soit relancé (1974) avec de grandes campagnes de propagande (le « chantier du siècle »), les travaux de reconstruction de la section Bamavskoïa-Tynda sont démarrés. Ce tronçon, baptisé « petit BAM », entra en exploitation d'abord provisoirement en novembre 1976 puis de manière régulière en octobre 1977. Simultanément le tronçon vers le nord était mis en travaux : Berkabit était desservi en octobre 1979 puis plus tard Nerioungri. 
En 1989, les travaux reprenaient depuis Nerioungri vers Tchoulman. Depuis cette époque la ligne porte le nom de Magistrale Amour-Iakoutsk, sur le modèle de la Magistrale Baïkal-Amour, de la même manière que la route nationale Never-Iakoutsk est surnommée Magistrale Amour-Iakoutsk (officiellement elle est désignée comme la M56 "Léna"). La magistrale englobe la section Bamovskaïa-Tynda-Nerioungri, l'ancien petit BAM. Le point de départ est un embranchement à quelques kilomètres avant l'ancien terminus de Nerioungri Groussovaïa (gare de marchandises). Progressivement la circulation est étendue jusqu'à Tchoulman, Aldan et finalement Tommot (d'abord limitée au trafic de marchandises et de matériaux de construction puis étendue au transport de voyageurs). La mise en service de la section Nerioungri-Tommot est intervenue le 24 août 2004. Depuis un train quotidien assure la navette entre Nerioungri et Tommot. Cette section, longue de 368 km, est parcourue en 8 heures.  
Dans les années 1990, un pont a  été construit à Tommot sur l'Aldan, un affluent de la Léna, large à cet endroit de 400 m, mais il n'a pas été immédiatement mis en service. La construction du tronçon suivant, long de 60 km, a été interrompue à la suite d'un désaccord sur la répartition du financement entre les chemins de fer russes, le budget fédéral et la république de Sakha. 
La construction a repris en 2005 et les rails ont atteint Tcharpychan en 2007. Le terminus provisoire — uniquement pour les marchandises — se situe à Amga.

## Développements futurs
La conception et la planification de la construction jusqu'aux abords de Iakoutsk sont figées. Actuellement les voyageurs qui empruntent la voie ferrée doivent franchir la Léna en ferry (l'été) ou en véhicule (l'hiver) pour rejoindre Iakoutsk. Au printemps et à l'automne la traversée est impraticable. La construction d'un pont ou d'un tunnel franchissant la Léna pour une desserte directe de Iakoutsk est envisagée, mais se heurte à des problèmes de coût qui semblent difficilement surmontables compte tenu de la faiblesse des retombées économiques. À cet endroit, la Léna est large de 2 km et peut atteindre 10 km lorsqu'elle déborde ; par ailleurs il faut construire sur ou dans du pergélisol.

## Galerie

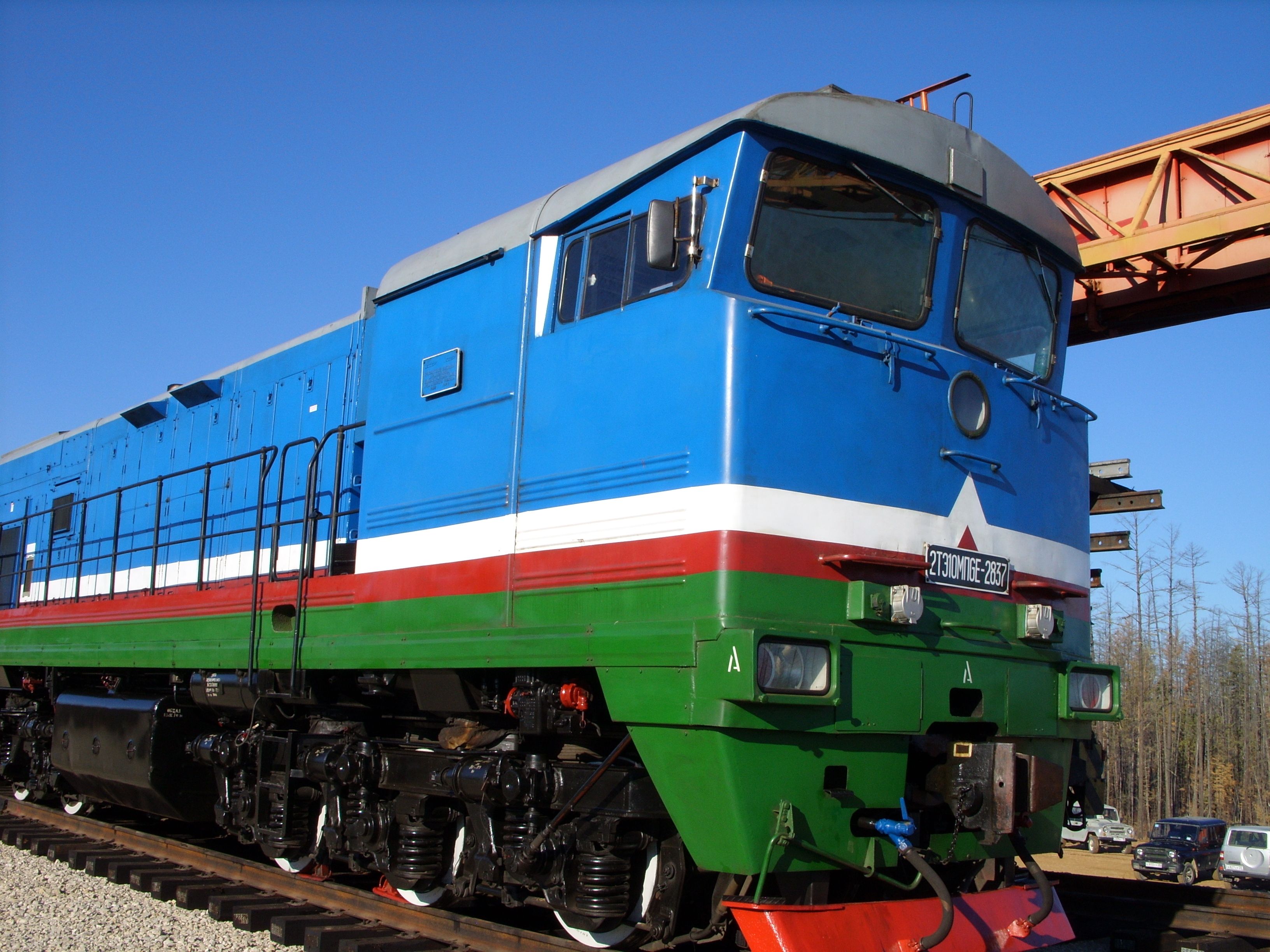
Locomotive des chemins de fer de Iakoutie
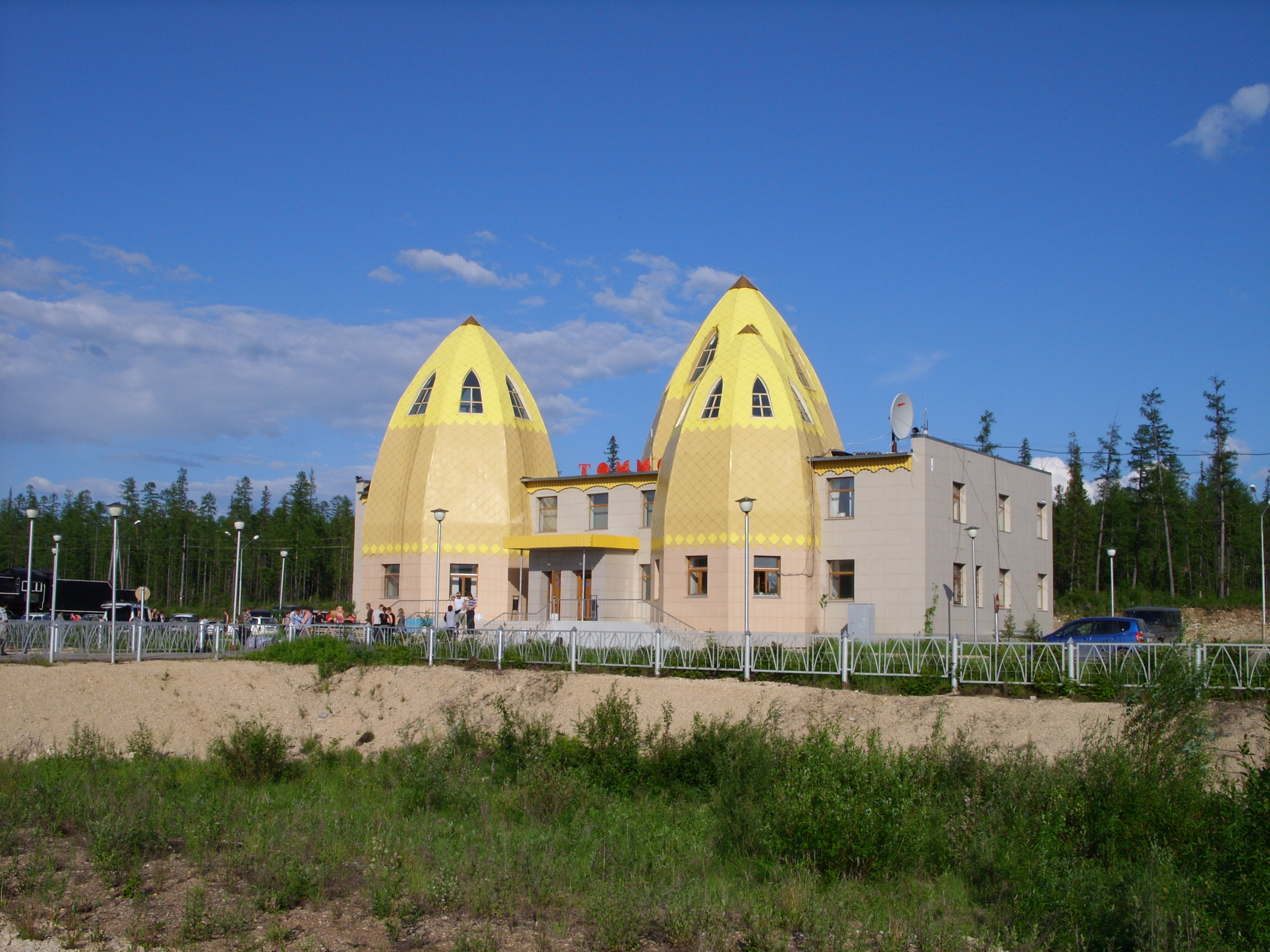
Gare de Tommot
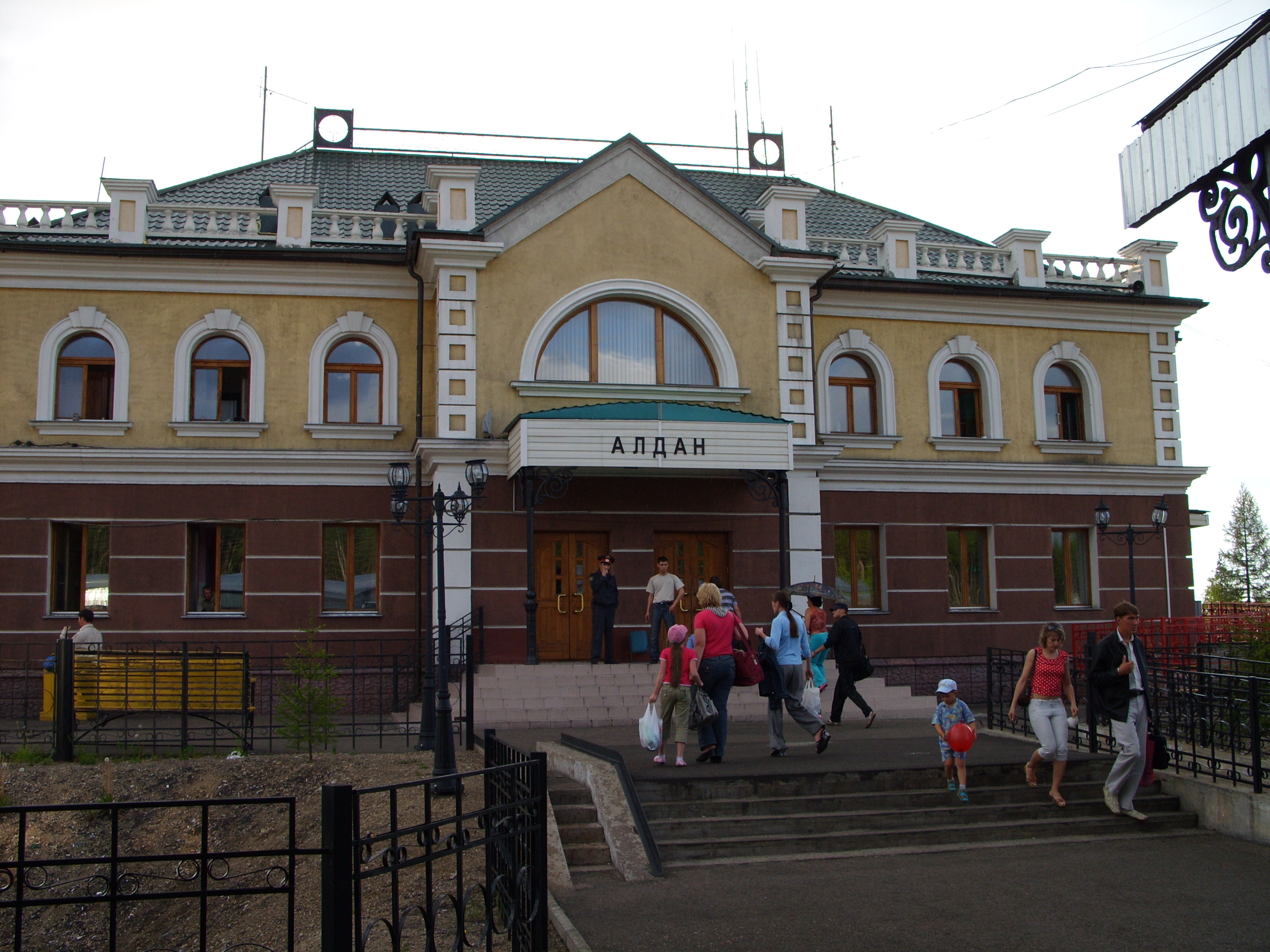
Gare d'Aldan
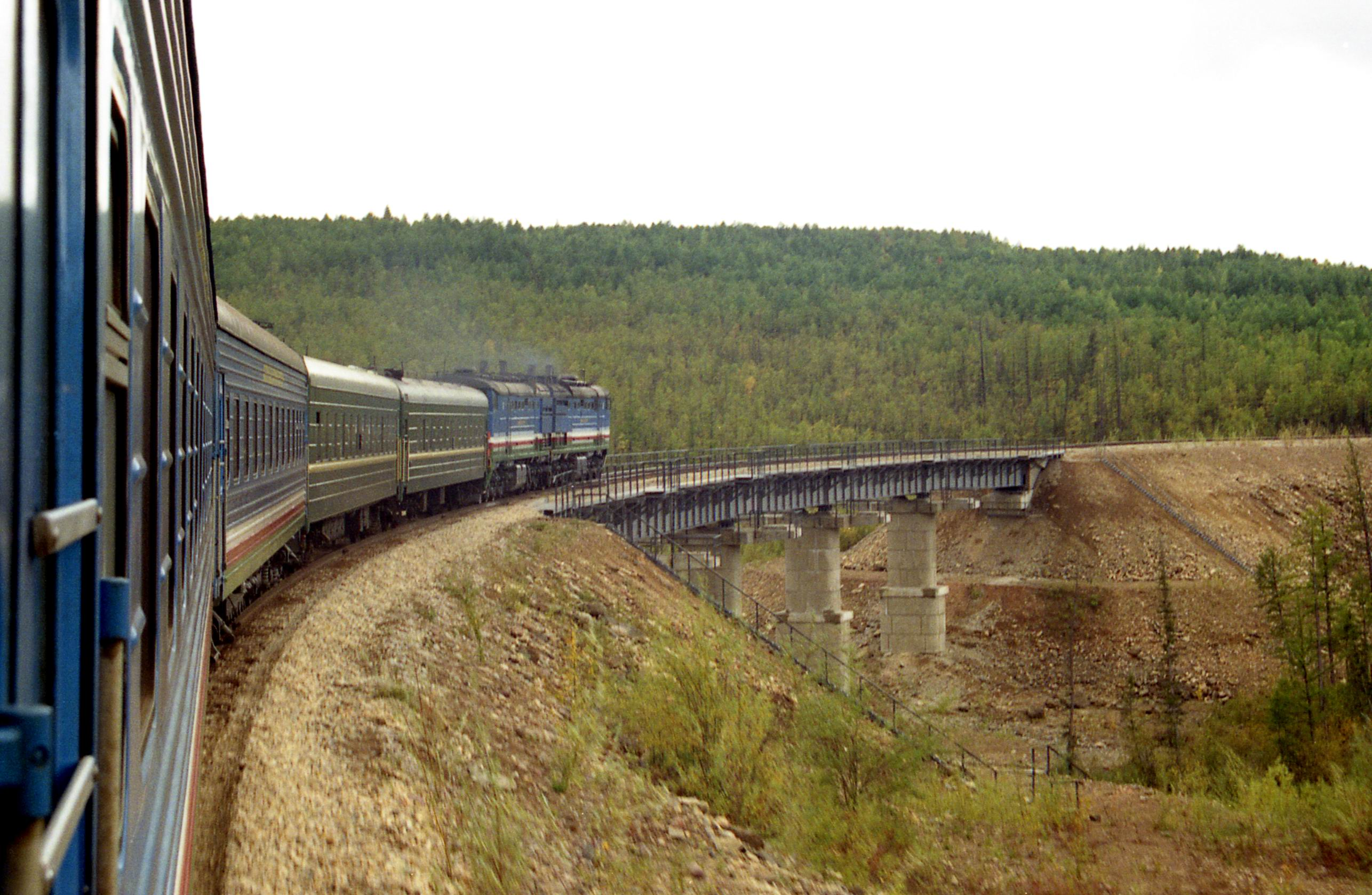
Train de voyageurs près de Tommot